# 小行星3577
小行星3577（英語：3577 Putilin）是一颗围绕太阳公转的小行星。1969年10月7日，柳德米拉·切爾尼赫在克里米亚发现了此天体。
这颗小行星的绝对星等为179.5318555151806等。